# 鍾無艷 (2010年電視劇)
《鍾無艷》（英語：JHONG WU YAN）是2010年三立華人電視劇週日十點檔系列的第二十三部作品。全劇共19集，由三立都會台、台視聯合製播。2010年6月28日開鏡，7月25日播出，接檔《偷心大聖PS男》。

## 概要
本劇由演出電視劇《敗犬女王》後睽違一年再度演出電視劇的楊謹華與三立偶像劇一哥明道主演，本劇亦是兩人繼《天使情人》後相隔四年再度搭檔演出的電視劇。本劇於6月17日定裝，6月28日開拍。
鍾無艷為一真實歷史人物，本名鍾離春，漢代劉向所著《列女傳》中，醜女自薦為皇后的經典人物。過去鄭裕玲、鄭秀文、范文芳都曾扮演過此角。

## 播出時間
以下時間以當地時間（台灣時間）為準

### 首播
| 頻道                   | 所在地   | 播映時間      | 播出時間          |
| ---------------------- | -------- | ------------- | ----------------- |
| 台視(數位頻道同步播出) | 中華民國 | 2010年7月25日 | 每星期日22:00播出 |
| 三立都會台(有線台首播) | 中華民國 | 2010年7月31日 | 每週六21:00播出   |

### 重播
| 頻道                   | 所在地   | 播映時間     | 播出時間          |
| ---------------------- | -------- | ------------ | ----------------- |
| 台視(數位頻道同步播出) | 中華民國 | 2010年8月1日 | 每星期日13:00播出 |
| 三立都會台             | 中華民國 | 2010年8月7日 | 每週六13:30播出   |

## 故事大綱
在她的故鄉山水鄉中，鍾無艷是個聰明伶俐、乖巧善良、受歡迎的女孩，但她臉上的朱紅色胎記卻讓她飽受歧視與譏諷。17年前，10歲的無艷曾經在一場交通意外中救過齊宣與他的父親，並因為齊宣無意的稱讚而喜歡上他。齊宣，一家化妝品公司的繼承人，長大後成為臭名昭彰的花花公子。在一場他在山水鄉附近小島上舉辦的生日派對中，他對名模夏迎春一見鍾情，也再次與無艷相遇。無艷因為齊宣不喜歡其貌不揚女性的觀念而身心受創。但天運使然，齊宣的父親看中了聰明的無艷，請求她解決危機，並協助齊宣總經理的事務。她成為齊宣的助手，並搬進齊家管理所有商業事務。但齊宣總是只在有事情發生時求助無艷，隨後轉頭就投入迎春的懷抱……這樣的三角戀會有什麼樣的發展？無艷的愛對齊宣的愛會成真嗎？

## 演員陣容

### 主要角色
| 角色          | 角色   | 演員   | 介紹 | 登場       |
| 現今          | 古代   | 演員   | 介紹 | 登場       |
| 鍾無艷        | 鍾無艷 | 楊謹華 | 27歲，聰明伶俐又急公好義，齊宣的妻子，齊威的媳婦，孟珂的祖孫媳婦。經常幫助山水鄉的居民解決困難。然而因臉上的紅色胎記，導致成長時經常被排擠，到長大了造成難以磨滅的心理陰影，雖然對外性格大方，但言行中仍有幾分自卑，因幼時曾被齊宣稱讚，對他心生愛慕，甚至和閨蜜知音集結成齊宣後援會，然而在得知齊宣的草包後幻想破滅。以前與父親是山水酒庄銷售員，因為與齊家17年前的約定，要與齊宣結婚，後來成為齊氏化工集團代理董事長特助。 | 全劇       |
| 齊宣          | 齊宣王 | 明道   | 27歲，齊威的獨生子，鍾無艷的丈夫，鍾無憂的妹夫，林蓋世的連襟，鍾楚鴻的女婿。外型英挺帥氣，心地善良，但其實只是個以貌取人的草包，被媒體封為「十全九美，只欠草包」。父親齊威對齊宣教導甚嚴，覺得齊宣什麼都做不好，讓齊宣覺得不被疼愛，加上奶奶寵溺，年齡漸長越加沒用，終究變草包一個。由於齊威與田瑛的經營權賭注，成為齊氏化工集團總經理。                                                                                     | 全劇       |
| 夏迎春 夏淑芬 | 夏迎春 | 王思平 | 24歲，本名夏淑芬，原本來台北當歌手，誰知遇到一連串不幸的遭遇，令她萌生退意，後來被齊宣相助，決定要在將來報恩。為此夏迎春努力存錢整型，接近齊宣，現在是苗條美艷的模特兒，也達到了目的。為了守住齊宣，不惜打擊無艷，最後認清事實，離開無艷和齊宣。 | 第1,3~19卷 |
| 秦楚 Howard   |        | 吳慷仁 | 28歲，本名秦楚，獨居在山水鄉半山腰的盲人，因腦膜瘤導致的失明而化名霍華（Howard），直至手術痊愈才公開身份。擁有極敏捷的反應和極高的智商，是皇朝購物集團真正的總裁。性格一板一眼、不苟言笑，隱居時因為獨居無趣，也不希望閒雜人等來打擾，經常會惡整來訪的客人。但相當疼愛同胞弟弟秦燕，對他的惡作劇有時感到生氣，卻又無可奈何。隱居在山水鄉時因為生活不便，受到鍾無艷的照顧，長期下來漸漸喜歡上無艷。                           | 第3~19卷   |

### 其他角色
| 角色                    | 演員   | 介紹 | 登場                |
| 吳大衛                  | 曾少宗 | 26歲，田瑛之子，與齊宣情同兄弟，齊氏化工集團的公關部經理。 | 第1~10,12~19卷      |
| 田瑛(現今)／ 田忌(古代) | 苗可麗 | 49歲，吳大衛之母，丈夫早逝，獨立扶養吳大衛成人。齊氏化工集團的理事，有野心想取代齊家掌握齊氏集團，知道齊宣只是個草包，故向齊威下戰帖，如果齊宣無法談成與皇朝的合作案，就要接手齊氏集團。知道齊威病故後仗著在公司的勢力，又掐住孫臏掏空公司資產的弱點，逼孫臏跟她合作，為了爬上齊氏的最高位，壞事做盡，最後付出了代價而向警方投案入狱。 | 第1~2,4~9,11~19卷   |
| 鍾無憂                  | 宋新妮 | 33歲，鍾無艷的姊姊，林蓋世的妻子，齊宣的大姨子。 | 第1~3,5,9~12,14卷   |
| 林蓋世                  | 李沛旭 | 30歲，鍾無憂的丈夫，鍾無艷的姊夫，齊宣的連襟。無正業，在岳家白吃白喝。 | 第1~3,9~12,14卷     |
| 鍾楚鴻                  | 趙自強 | 45歲，鍾無艷、鍾無憂的父親，林蓋世、齊宣的岳父。熱心助人，艱苦持家，貧苦而有原則。曾經是一名國文老師，在城裡教書，無艷在他的教育之下頗有素養，妻子過世後鍾父回到當初邂逅妻子的山水鄉，歸隱田野。 他和無艷父女倆是鄉裡學歷最高的讀書人，因此很受鄉民敬重。 和無艷一起在山水鄉最大的「山水酒莊」工作，賺錢扶養兩個女兒之餘，還要養個吃閒飯的女婿。對無艷有滿滿父愛，因為將無艷生得有缺陷而十分愧疚，對所有可能會傷害無艷自尊的事，比無艷更反應過度，從小教導無艷臉上的胎記是被上帝恩寵的記號，但無艷早就不吃這套。 | 第1~3,5,11,12卷     |
| 齊威                    | 王道   | 55歲，齊宣的父親，鍾無艷的公公。亞洲最大化工集團齊氏的董事長，得癌症過世，臨終前將齊宣交託給鍾無豔。當年車禍時想去求救，卻不小心撞上用腳踏車載無豔的鍾父，鍾父怒拉住齊威要求他負責，是無豔發現他真的有事，才拜託父親先帶他去求救，無豔機伶的反應令他印象深刻，重新遇見無豔之後知道自己不久於人世，希望無豔能幫助齊宣。 | 第1~12卷            |
| 孟珂(齊奶奶)            | 譚艾珍 | 74歲，齊威之母，齊宣的奶奶，鍾無艷的祖姑。（孟珂）對齊宣極為溺愛，是導致齊宣變成草包的幫兇。 孟珂奶奶有間歇性癡呆，說話叨絮，時而清醒時而迷糊，清醒時猶如智者多良言，迷糊時的表現又令人發噱，反反覆覆叫人分不清她是真傻還假傻。 記憶時間似乎停留在齊威車禍那一年，在那之前齊宣的母親尚在人世。 家中唯有她能夠與齊威對抗，因此齊宣極力的巴結於她。 | 第1,3~4,6,9,13,14卷 |
| 知音                    | 張芯瑜 | 27歲，鍾無艷的知己。無艷的同學兼好友，山水酒庄會計。 性格忠實熱心，待人友善、天真單純。外型打扮很淳樸、卻不起眼。看起來比實際年齡老，年紀是小姐，卻常被當成歐巴桑。無艷從小因為外型被同學、鄰居小朋友歧視、排擠，知音雖然沒有跟群眾對抗的勇氣，但會在放學後，趁四下無人之際偷偷安慰無艷，後來更因為同樣喜歡齊宣，和無艷一起加入齊宣後援會，成為死黨。 | 第1~4,12卷          |
| 孫臏(現今)／ 孫臏(古代) | 王彼得 | 56歲，齊氏化工集團的理事，對齊氏忠心耿耿。從小看著齊宣長大，把齊宣的不成才看在眼裡卻愛莫能助。因投資股票失利，長期掏空公司資產，被田瑛發現，田瑛以此威脅他把那些掏空栽贓給齊威。因為良心過意不去，欲向齊宣等人攤牌之際被田瑛派人撞傷，成為植物人。在苏醒痊愈后向警方自首入狱 | 第1~8,10~15卷       |
| 張丑                    | 陳為民 | 36歲。齊氏化工集團田瑛的特助，專出點子協助田瑛的奪權計畫，總是和田瑛一掛商討奪權陰謀，但不同於田瑛的狡詐不形於色，張丑是標準的讒言型小人，專長是打聽八卦。因為和田瑛密謀，讓皇朝的合作園遊會出意外，被齊威資遣。 | 第1~2,4~11卷        |
| 李忠(偽秦楚)            | 傅雷   | 秦楚的舅舅，皇朝購物集團負責人(代理者)。秦楚(Howard)的守護者兼得力協助者。 | 第5~11卷            |
| Cindy                   | 胡世恩 | 夏迎春的助理 | 第5~11卷            |

### 客串角色
| 角色            | 演員   | 介紹 | 登場           |
| 鄉長            | 周明增 | 山水鄉鄉長 | 第1~3,12卷     |
| 齊宣 （幼年）   | 傅顯皓 | 無艷想到幼年的記憶所做的事，看到無豔的胎記時的反應很訝異，稱讚像是牡丹的顏色，令無豔對齊宣產生愛慕，多年來都沒改變，直到無豔發現齊宣是個草包。                         | 第1,3，7卷     |
| 鍾無艷 （幼年） | 陳詩穎 | 無艷想到幼年的記憶所做的事，幫助發生車禍的齊家一家，聰明伶俐的樣子令齊威印象深刻，齊威因癌症病逝前想到無豔，遂找到無豔，請她幫助齊宣。                                 | 第1,3，7卷     |
| 婉如            | 林小樓 | 幼年齊宣的母親，車禍過世。 | 第1,3,12，14卷 |
| Amy             | 安心亞 | 櫃台小妹 | 第1,4~5,9,10卷 |
| 小妹B           | 黃景俐 | 齊氏公司櫃台小妹 | 第1,4~5,9,10卷 |
| 員工領頭        | 長青   | 齊氏無瑕粉底南區工廠員工 | 第7~8卷        |
| 陶萬福          | 乾德門 | 被革職的齊氏無瑕粉底南區工廠廠長，遭田瑛巴結 | 第7~8,16卷     |
| 秦燕            | 吳慷仁 | 秦楚的孿生弟弟，性格活潑開朗，有時會惡整秦楚，秦楚經常被他弄的哭笑不得，但還是相當疼愛他。因車禍意外過世，秦楚一直愧疚是他間接害死弟弟，對外人感到防備，不再信任他人。 | 第8~10卷       |
| 蘇比            | 馬利歐 | |                |
| 街頭藝人        | 畢書盡 | | 18卷           |

## 電視劇歌曲
| 曲別   | 歌名           | 演唱者 | 作詞           | 作曲      |
| 片頭曲 | 到不了的幸福   | 畢書盡 | 白馥斳         | Jenny Kuo |
| 片尾曲 | 轉身之後       | 畢書盡 | 何俊明         | 何俊明    |
| 插曲   | 迷路           | 畢書盡 | 何俊明         | 何俊明    |
| 插曲   | 一天天         | 畢書盡 | BRANDY、畢書盡 | 畢書盡    |
| 插曲   | Bye Bye Bye    | 畢書盡 | 陳學聖         | 畢書盡    |
| 插曲   | 倒數           | 林冠吟 | 林冠吟         | 林冠吟    |
| 插曲   | 不下雨的星期一 | 李雅薇 | 孫達布         | 孫達布    |

## 收視率

### 台視週日晚間首播
| 播映日期       | 集數     | 平均收視 | 排名 | 最高分段收視(每15分) | 備註        |
| -------------- | -------- | -------- | ---- | -------------------- | ----------- |
| 2010年7月25日  | 01       | 2.70     | 1    |                      | 播出100分鐘 |
| 2010年8月1日   | 02       | 2.16     | 1    |                      |             |
| 2010年8月8日   | 03       | 2.03     | 1    |                      |             |
| 2010年8月15日  | 04       | 2.27     | 1    |                      |             |
| 2010年8月22日  | 05       | 2.92     | 1    | 3.93                 |             |
| 2010年8月29日  | 06       | 2.45     | 1    |                      |             |
| 2010年9月5日   | 07       | 2.45     | 1    |                      |             |
| 2010年9月12日  | 08       | 2.36     | 1    |                      |             |
| 2010年9月19日  | 09       | 2.82     | 1    |                      |             |
| 2010年9月26日  | 10       | 2.83     | 1    |                      |             |
| 2010年10月3日  | 11       | 2.60     | 1    |                      |             |
| 2010年10月10日 | 12       | 2.52     | 1    |                      |             |
| 2010年10月17日 | 13       | 2.28     | 1    |                      |             |
| 2010年10月24日 | 14       | 2.35     | 1    |                      |             |
| 2010年10月31日 | 15       | 2.14     | 1    |                      |             |
| 2010年11月7日  | 16       | 2.42     | 1    |                      |             |
| 2010年11月14日 | 17       | 1.94     | 1    |                      |             |
| 2010年11月21日 | 18       | 2.28     | 1    |                      |             |
| 2010年11月28日 | 19       | 2.54     | 1    |                      | 完結篇      |
| 平均收視       | 平均收視 | 2.42     | -    | -                    | -           |

- 同時段偶像劇或節目：
  - 民視《泡沫之夏／個人取向》
  - 中視《就是要香戀／名偵探柯南劇場版／超級星光大道：星光傳奇賽／女王不下班》
  - 華視《呼叫大明星／愛∞無限》
- 由AGB尼爾森調查，調查範圍是四歲以上收看電視之觀眾。 
資料來源：中時娛樂

## 製作團隊
- 監製：陳一俊、劉麗惠
- 企劃：游芳瑄
- 宣傳：宋美玲、陳靖波
- 製作人：方孝仁、戎俊義
- 原案企劃：夏雯馨
- 統籌：鄔汝彬、李能謙
- 編劇：陳虹潔、曾詠婷、杜欣怡、李旭敏
- 導演：林清振
- 視覺指導：謝易霖
- 視覺設計：張瓊云
- 策劃：黃士恒、丁玉華、林家華
- 插畫作者：林沛勳
- 副導演：王君怡
- 場記：邱逸萍
- 執行製作：涂家銘
- 攝影師：李志強
- 攝影組：大宇傳播有限公司
- 燈光師：牛雲龍
- 燈光組：光影工作坊
- 美術道具：顏朝山、李佩寰
- 道具助理：羅彼得
- 場務：李樹川、吳毅宏
- 整體造型：許曉蓁造型工作室
- 造型助理：陳湘閔
- 化妝：楊雅芳
- 梳妝：林恬如
- 服管：蔡銀埤
- 剪輯：Kevin Ku、彭睿穎
- 後期剪輯：胡芝綺、劉美蓉、石佩玉
- 動畫設計：施明駿、張雅嵐、陳志良
- 動畫製作：三立動畫組
- 音樂提供：大步音樂製作有限公司
- 配樂監製：老鷹音樂製作股份有限公司
- 配樂製作：何俊明、林冠吟、天空之城
- 成音：瑞音樂有限公司
- 音效配樂：政憲
- 混音：寧治平
- 行銷宣傳：劉思銘、廖翎妃、莊雅萍、王愷寧
- 數位行銷：劉永祺、顏栢榆、范淑惠、楊慧敏
- 劇照：陳晉生
- 花絮編導：樊子綺
- 醫療顧問：敏盛醫院

## 電視節目的變遷
- 官方网站－台視（繁體中文）
- 官方网站－三立（繁體中文）
- 鍾無艷的Facebook專頁

| 台視主頻 星期日22:00~23:30               | 台視主頻 星期日22:00~23:30           | 台視主頻 星期日22:00~23:30           |
| ---------------------------------------- | ------------------------------------ | ------------------------------------ |
|                                          | 鍾無艷 （2010.07.15 - 2010.11.28）   |                                      |
| 偷心大聖PS男 （2010.02.28 - 2010.07.18） | 國民英雄 （2010.12.05 - 2011.04.10） |                                      |
| 三立都會台 星期六21:00~22:30             |                                      |                                      |
| 偷心大聖PS男 （2010.03.06 - 2010.07.24） | 鍾無艷 （2010.07.31 - 2010.12.04）   | 國民英雄 （2010.12.11 - 2011.04.16） |

| 香港 劇集台 星期日 19:30-21:00           | 香港 劇集台 星期日 19:30-21:00       | 香港 劇集台 星期日 19:30-21:00         |
| ---------------------------------------- | ------------------------------------ | -------------------------------------- |
|                                          | 鍾無艷 (2010.12.05 - 2011.03.20）    |                                        |
| 偷心大聖PS男 （2010.08.08 - 2010.11.28） | 佳期如夢 （2011.03.20 - 2011.07.10） |                                        |
| 香港 無綫電視J2台 星期一至五 19:30-20:30 |                                      |                                        |
| 愛似百匯 （2011.09.07 - 2011.10.04）     | 鍾無艷 (2011.10.05 - 2011.11.16）    | 愛就宅一起 （2011.11.17 - 2011.12.14） |

| 馬來西亞 ASTRO雙星 頻道324 星期一 - 星期五 20:30-21:30 | 馬來西亞 ASTRO雙星 頻道324 星期一 - 星期五 20:30-21:30 | 馬來西亞 ASTRO雙星 頻道324 星期一 - 星期五 20:30-21:30 |
| ------------------------------------------------------ | ------------------------------------------------------ | ------------------------------------------------------ |
|                                                        | 鍾無艷 (2011.01.25 - 2011.03.09）                      |                                                        |
| 女王不下班 （2010.12.21 - 2011.01.24）                 | 愛∞無限 （2011.03.10 - ）                              |                                                        |

| 新加坡 星和都會台 星期一 - 星期五 19:00 - 20:00 | 新加坡 星和都會台 星期一 - 星期五 19:00 - 20:00 | 新加坡 星和都會台 星期一 - 星期五 19:00 - 20:00 |
| ----------------------------------------------- | ----------------------------------------------- | ----------------------------------------------- |
|                                                 | 鍾無艷 (2011.04.01 - 2011.05.13）               |                                                 |
| —                                               | 禁忌的愛戀 （2011.05.16 - 2011.08.16）          |                                                 |
| 新加坡 星和都會台 星期一 - 星期五 08:00 - 09:00 |                                                 |                                                 |
| 愛∞無限 (2012.04.25 - 2012.05.28）              | 鍾無艷 (2012.05.29 - 2012.07.10）               | 拜託小姐 （2012.07.11 - 2012.08.01）            |